# 梅日杜索波內火山
57°47′N 160°25′E / 57.783°N 160.417°E
梅日杜索波內火山（俄语：Междусопочный），是俄羅斯的火山，位於該國東部堪察加半島中部，屬於中部山脈的一部分，海拔高度1,641米，最近一次火山噴發在1292年發生。